# Monachil

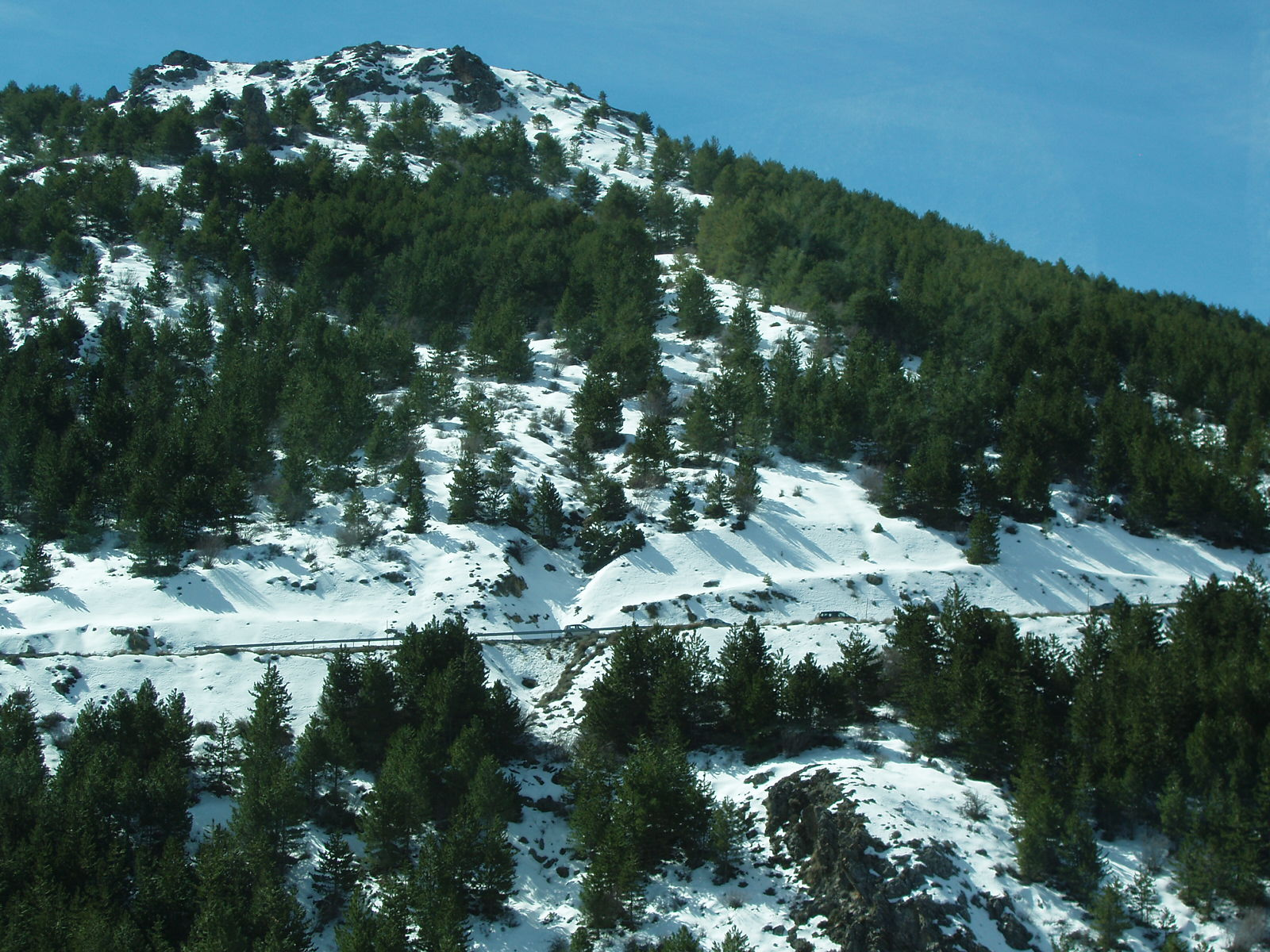
Sierra Nevada

Monachil és un municipi situat en la part centre-sud de la Vega de Granada (província de Granada), a uns 8 km de la capital provincial. Limita amb els municipis de Huétor Vega, Cenes de la Vega, Pinos Genil, Güéjar Sierra, Dílar, La Zubia i Cájar.
Dins del seu terme municipal es troba l'estació d'esquí de Sierra Nevada i el paratge natural anomenat Los Cahorros.